# 서귀포시·남제주군
서귀포시·남제주군은 대한민국의 국회의원 선거구이다. 당시 제주도 서귀포시와 남제주군을 관할하였다. 

## 역사
제13대 국회의원 선거를 앞두고 제주시·서귀포시·북제주군·남제주군 선거구에서 분리되면서 신설되었다.
2006년 7월 1일을 기해 제주특별자치도가 출범했으며 서귀포시와 남제주군이 통합되어 통합 서귀포시가 출범했다. 이에 제18대 국회의원 선거를 앞두고 서귀포시 선거구로 개편되었다.

## 역대 국회의원
| 선거   | 정당 | 정당         | 의원   |
| ------ | ---- | ------------ | ------ |
| 1988년 |      | 통일민주당   | 강보성 |
| 1992년 |      | 무소속       | 변정일 |
| 1996년 |      | 신한국당     | 변정일 |
| 2000년 |      | 새천년민주당 | 고진부 |
| 2004년 |      | 열린우리당   | 김재윤 |

## 역대 선거 결과

### 대한민국 제13대 국회의원 선거
|  | 53.30% |

|  | 41.92% |

|  | 4.76% |

### 대한민국 제14대 국회의원 선거
|  | 46.19% |

|  | 40.25% |

|  | 13.55% |

### 대한민국 제15대 국회의원 선거
|  | 34.12% |

|  | 31.09% |

|  | 24.36% |

|  | 5.45% |

|  | 4.25% |

|  | 0.70% |

### 대한민국 제16대 국회의원 선거
|  | 54.04% |

|  | 43.68% |

|  | 2.27% |

### 대한민국 제17대 국회의원 선거
|  | 59.55% |

|  | 40.44% |